# Martín Caparrós
Martín Caparrós (Buenos Aires, 29 maggio 1957) è un giornalista e scrittore argentino.

## Biografia
Studiò al Colegio Nacional de Buenos Aires. Nel 1973, all'età di 16 anni, si è unito all'organizzazione guerrigliera marxista Fuerzas Armadas Revolucionarias, ma ne è stato escluso nell'ottobre 1973, quando le FAR si sono fuse con i socialisti Montoneros. Poco dopo, è entrato a far parte del giornale Montoneros Noticias,34 allora diretto da Miguel Bonasso, come giornalista della sezione di cronaca giudiziaria, sotto la direzione di Rodolfo Walsh. Dal 1974 in poi, ha collaborato con la rivista Goles fino al 1976.
Attivo durante la dittatura nella stampa clandestina, andò in esilio prima a Parigi, dove si laureò alla Sorbona, poi a Madrid, dove divenne collaboratore del periodico spagnolo El País. Dopo il ritorno della democrazia in Argentina, è tornato a Buenos Aires, dove lavora nella sezione culturale del quotidiano Tiempo Argentino e nel 1984 inizia a collaborare con Radio Belgrano, dove conduce, insieme a Jorge Dorio, il fortunato programma Sueños de una noche de Belgrano. Tornò poi in Spagna per lavorare come corrispondente di quest'ultima radio nel 1985 e nel 1986. L'anno successivo torna in Argentina come direttore della rivista El Porteño.
Nel 1987 ha partecipato alla creazione del giornale Página/12 con Jorge Lanata, il suo primo direttore giornalistico, e l'anno successivo, con Jorge Dorio, ha lavorato al programma televisivo El monitor argentino e ha fondato la rivista Babel, che ha anche diretto.
Parallelamente all'attività giornalistica e di reporter di viaggio, svolge anche attività di romanziere. Attualmente scrive per El País e The New York Times.
Nel 2024, in un'intervista al quotidiano spagnolo La Vanguardia, ha dichiarato di essere ammalato da due anni di SLA.

## Opere principali

### Narrativa
- Ansay o los infortunios de la gloria, Buenos Aires, Ada Korn, 1984
- El tercer cuerpo, Buenos Aires, Puntosur, 1990
- Valfierno, Buenos Aires, Planeta, 2004; trad. it. Il ladro del sorriso, Milano, Ponte alle Grazie, 2006
- Los living, Barcelona, Anagrama, 2011 (Premio Herralde 2011)
- Comí, Barcelona, Anagrama, 2013
- Todo por la patria, Buenos Aires, Planeta, 2018; trad. it. Tutto per la patria, Torino, Einaudi, 2019

### Saggistica
- Amor y anarquia: la vida urgente de Soledad Rosas, 1974-1998, Buenos Aires, Planeta, 2003, Amore e anarchia: la vita urgente di Soledad Rosas 1974-1998, Einaudi, 2018
- El interior: la primera Argentina, Buenos Aires, Seix Barral, 2006, poi  Barcelona, Malpaso, 2014
- Contra el cambio: un hiperviaje al apocalipsis climático, Barcelona, Anagrama, 2010; trad. it. Non è un cambio di stagione: un iperviaggio nell'apocalisse climatica, 	Milano, Edizioni Ambiente, 2011
- Argentinismos: las palabras de la patria, Buenos Aires, Planeta, 2011
- El Hambre, libro de investigación sobre el hambre en el mundo, 2014; trad. it. La fame, Einaudi, 2015
- Ñamerica, PRH-Grùpo editorial, 2021; trad. it. Ñamerica, Einaudi, 2022